# Probole pullaria
Probole pullaria är en fjärilsart som beskrevs av Paul Dognin 1890. Probole pullaria ingår i släktet Probole och familjen mätare. Inga underarter finns listade i Catalogue of Life.